# 西桑名車站
西桑名車站（日语：／ Nishi-Kuwana eki */?）是位於日本三重縣桑名市壽町，由三岐鐵道所經營的鐵路車站。本站是三岐鐵道所屬的北勢線的起點車站，雖然該線沒有任何一站是與其他鐵路線有交會，但由於東海旅客鐵道（JR東海）、近畿日本鐵道（近鐵）與養老鐵道所共用的桑名車站就位於本站北側約300公尺處，尚屬步行距離可達的範圍內，使本站成為北勢線主要的轉車車站。

## 通過路線
- 三岐鐵道
  - 北勢線